# Samantha Bond
Samantha Bond (Londra, 27 novembre 1961) è un'attrice britannica, nota soprattutto per aver interpretato Miss Moneypenny in quattro film di 007.

## Biografia
Sposata con l'attore Alexander Hanson, ha recitato spesso a teatro, sia in spettacoli di prosa che in musical, interpretando anche Lady Rosamund in Downton Abbey. Nel 1999 è stata candidata al Tony Award alla miglior attrice non protagonista in un'opera teatrale per la sua performance in Differenti opinioni con Judi Dench a Broadway.

## Filmografia parziale

### Cinema
- Erik il Vikingo (Erik the Viking), regia di Terry Jones (1989)
- GoldenEye, regia di Martin Campbell (1995)
- Il domani non muore mai (Tomorrow Never Dies), regia di Roger Spottiswoode (1997)
- Il mondo non basta (The World Is Not Enough), regia di Michael Apted (1999)
- La morte può attendere (Die Another Day), regia di Lee Tamahori (2002)
- Cold Blood - Senza pace (Cold Blood), regia di Frédéric Petitjean (2019)
- Downton Abbey II - Una nuova era (Downton Abbey II: A New Era), regia di Simon Curtis (2022)

### Televisione
- Miss Marple (Agatha Christie's Marple) – serie TV, episodio 1x03 (1985)
- Poirot (Agatha Christie's Poirot) – serie TV, episodio 2x08 (1990)
- L'ispettore Barnaby (Midsomer Murders) – serie TV, episodi 4x02-11x02-14x01 (2001-2011)
- Downton Abbey – serie TV, 18 episodi (2010–2015)
- I misteri di Murdoch (Murdoch Mysteries) – serie TV, episodi 10x01-10x02 (2016)
- Delitti in Paradiso (Death in Paradise) – serie TV, episodio 9x05 (2020)

## Doppiatrici italiane
Nelle versioni in italiano delle opere in cui ha recitato, Samantha Bond è stata doppiata da:
- Laura Boccanera in Il domani non muore mai, Il mondo non basta, La morte può attendere
- Daniela Nobili in Downton Abbey (serie e film), Downton Abbey II - Una nuova era
- Giuppy Izzo in GoldenEye